# Hurry Up Tomorrow (Album)
Hurry Up Tomorrow (englisch für „Beeil dich morgen“) ist das sechste Studioalbum des kanadischen R&B-Sängers The Weeknd, das im Januar 2025 erschien.

## Entstehung und Veröffentlichung
Die Erstveröffentlichung von Hurry Up Tomorrow erfolgte am 31. Januar 2025 bei den Musiklabels Republic- und XO Records. Das Album erschien in seiner Standardausführung zum Download und Streaming mit 22 Titeln (Katalognummer: 25UMGIM09490). Am gleichen Tag erschienen zudem auch eine CD- (Katalognummer: 7519548) und LP-Ausführung (Katalognummer: 6599475), die jedoch nur elf Titel umfassten. Darüber hinaus erschienen weltweit weitere verschiedene Ausführungen, mit verschiedenen Bonustiteln, so unter anderem die sogenannte „00XO Edition“ oder auch die „Pharrell Williams Edition“. Am 9. Mai 2025 erschienen die physischen Ausgaben letztendlich auch mit der kompletten Standard-Titelliste (Katalognummer: 7595729 / 7569258).
Geschrieben und produziert wurden alle Lieder von verschiedenen, wechselnden Komponisten, Liedtextern und Produzenten, die zumeist nur an eins bis zwei Produktionen beteiligt sind. The Weeknd (Abel Tesfaye) selbst war beim Schreibprozess aller Lieder beteiligt sowie an der Produktion von 22 der 25 unterschiedlichen Titel. Die meisten Lieder entstanden in Zusammenarbeit mit Michael Dean oder auch Daniel Lopatin (Oneohtrix Point Never). Darüber hinaus arbeiteten namhafte Autoren und Produzenten wie Karl Sandberg (Max Martin) oder auch Jason Quenneville an der Produktion zu Hurry Up Tomorrow mit.

## Titelliste

### Standard Edition
| #  | Titel                                                              | Autor(en) | Produzent(en)                                                         | Länge |
| -- | ------------------------------------------------------------------ | --- | --------------------------------------------------------------------- | ----- |
| 1  | Wake Me Up (feat. Justice)                                         | Gaspard Augé, Ahmad Balshe, Michael Dean, John Padgett, Xavier de Rosnay, Vincent Taurelle, Rod Temperton, Abel Tesfaye                                                             | Gaspard Augé, Mike Dean, Johnny Jewel, Xavier de Rosnay, Abel Tesfaye | 5:08  |
| 2  | Cry for Me                                                         | Ahmad Balshe, Michael Dean, Karen Patterson, Abel Tesfaye, Leland Wayne, Curtis Williams                                                                                            | Michael Dean, Abel Tesfaye, Leland Wayne                              | 3:44  |
| 3  | I Can’t Fucking Sing                                               | Daniel Lopatin, Nathan Salon, Abel Tesfaye | Daniel Lopatin, Nathan Salon, Abel Tesfaye                            | 0:12  |
| 4  | São Paulo (feat. Anitta)                                           | Flavio de Almeida, Everton de Araujo, Michael Dean, Tatiana Lourenço, Marcelo Leal, Larissa Machado, Agustinho dos Santos, Sean Solymar, Abel Tesfaye, Washington Vaz, André Viegas | Michael Dean, Abel Tesfaye                                            | 5:01  |
| 5  | Until We’re Skin & Bones                                           | Daniel Lopatin, Nathan Salon, Abel Tesfaye | Michael Dean, Daniel Lopatin, Nathan Salon, Abel Tesfaye              | 0:22  |
| 6  | Baptized in Fear                                                   | Daniel Lopatin, Nathan Salon, Abel Tesfaye | Michael Dean, Daniel Lopatin, Nathan Salon, Abel Tesfaye              | 3:52  |
| 7  | Open Hearts                                                        | Oscar Holter, Karl Sandberg, Abel Tesfaye | Oscar Holter, Karl Sandberg                                           | 3:54  |
| 8  | Opening Night                                                      | Patrick Baker, Michael Dean, Daniel Lopatin, Abel Tesfaye | Michael Dean, Daniel Lopatin, Nathan Salon, Abel Tesfaye              | 1:36  |
| 9  | Reflections Laughing (feat. Florence + the Machine & Travis Scott) | Michael Dean, Abel Tesfaye, Jacques Webster III | Michael Dean, Abel Tesfaye, Jacques Webster III                       | 4:51  |
| 10 | Enjoy the Show (feat. Future)                                      | Michael Dean, Lydia Kitto, Josh Lloyd-Watson, Abel Tesfaye, Nayvadius Wilburn | Michael Dean, Che Pope, Abel Tesfaye                                  | 5:01  |
| 11 | Given Up on Me                                                     | Michael Dean, Daniel Lopatin, James McCants, Abel Tesfaye, Dimitri Tiomkin, Ned Washington, Leland Wayne, Nayvadius Wilburn                                                         | Michael Dean, Daniel Lopatin, Abel Tesfaye, Leland Wayne              | 5:54  |
| 12 | I Can’t Wait to Get There                                          | Thomas Brown, Michael Dean, Steven Franks, Peter Johnson, Thomas Lumpkins, Abel Tesfaye                                                                                             | Thomas Brown, Michael Dean, Peter Johnson, Tommy Parker, Abel Tesfaye | 3:08  |
| 13 | Timeless (feat. Playboi Carti)                                     | Jordan Carter, Devon Chisolm, Raul Cubina, Michael Dean, Kobe Hood, Jarrod Morgan, Tariq Sharrieff, Abel Tesfaye, Mark Williams, Pharrell Williams                                  | Raul Cubina, Michael Dean, Twisco, Mark Williams, Pharrell Williams   | 4:16  |
| 14 | Niagara Falls                                                      | Michael Dean, Kenneth Edmonds, Abel Tesfaye | Michael Dean, Abel Tesfaye                                            | 4:37  |
| 15 | Take Me Back to LA                                                 | Michael Dean, Jason Quenneville, Abel Tesfaye | Michael Dean, Jason Quenneville, Abel Tesfaye                         | 4:13  |
| 16 | Big Sleep (feat. Giorgio Moroder)                                  | Michael Dean, Daniel Lopatin, Giorgio Moroder, Prince85, Nathan Salon, Abel Tesfaye                                                                                                 | Michael Dean, Daniel Lopatin, Giorgio Moroder, Prince85, Abel Tesfaye | 3:45  |
| 17 | Give Me Mercy                                                      | Oscar Holter, Daniel Lopatin, Karl Sandberg, Abel Tesfaye | Oscar Holter, Karl Sandberg, Abel Tesfaye                             | 3:36  |
| 18 | Drive                                                              | Matt Cohn, Daniel Lopatin, Abel Tesfaye | Matt Cohn, Daniel Lopatin, Abel Tesfaye                               | 3:08  |
| 19 | The Abyss (feat. Lana Del Rey)                                     | Michael Dean, Elizabeth Grant, Patrick Greenaway, Abel Tesfaye | Michael Dean, Abel Tesfaye                                            | 4:42  |
| 20 | Red Terror                                                         | Daniel Lopatin, Abel Tesfaye | Michael Dean, Daniel Lopatin, Abel Tesfaye, Henry Walter              | 3:51  |
| 21 | Without a Warning                                                  | Isaac Brown, Tewodros Fantu, Oscar Holter, Darryl Howard, Daniel Lopatin, Thabo Publicover, Abel Tesfaye                                                                            | Teddy Fantum, Thabo Publicover, Abel Tesfaye                          | 4:57  |
| 22 | Hurry Up Tomorrow                                                  | Abel Tesfaye | Michael Dean, Daniel Lopatin, Jason Quenneville                       | 4:51  |

### Bonustitel
| #  | Titel                                     | Autor(en)                                                     | Produzent(en)                                                 | Länge |
| -- | ----------------------------------------- | ------------------------------------------------------------- | ------------------------------------------------------------- | ----- |
|    | 00XO Edition                              |                                                               |                                                               |       |
| 23 | Runaway                                   | Oscar Holter, Ilya Salmanzadeh, Karl Sandberg, Abel Tesfaye   | Oscar Holter, Ilya Salmanzadeh, Karl Sandberg, Abel Tesfaye   | 3:21  |
| 24 | Society                                   | Oscar Holter, Karl Sandberg, Abel Tesfaye                     | Oscar Holter, Karl Sandberg, Abel Tesfaye                     | 2:47  |
|    | Pharrell Williams Edition                 |                                                               |                                                               |       |
| 23 | Closing Night (feat. Swedish House Mafia) | Steve Angello, Axel Hedfors, Sebastian Ingrosso, Abel Tesfaye | Steve Angello, Axel Hedfors, Sebastian Ingrosso, Abel Tesfaye | 3:47  |
|    | Apple Music Video Album                   |                                                               |                                                               |       |
| 23 | Cry for Me (Musikvideo)                   |                                                               |                                                               | 4:05  |
| 24 | São Paulo (Musikvideo)                    |                                                               |                                                               | 3:29  |
| 25 | Open Hearts (Musikvideo)                  |                                                               |                                                               | 5:20  |
| 26 | Timeless (Musikvideo)                     |                                                               |                                                               | 4:16  |
| 27 | Red Terror (Musikvideo)                   |                                                               |                                                               | 3:19  |

### First Pressing Edition
1. Without a Warning – 4:52
2. Cry for Me – 3:46
3. São Paulo – 5:03
4. Society – 2:55
5. Take Me Back to LA – 4:27
6. The Abyss – 3:09
7. Open Hearts – 3:29
8. Timeless – 4:16
9. Give Me Mercy – 3:22
10. Runaway – 3:20
11. Red Terror – 2:35

## Singleauskopplungen
| Jahr | Titel                     | Höchstplatzierung, Gesamtwochen, AuszeichnungChartplatzierungen (Jahr, Titel, , Platzierungen, Wochen, Auszeichnungen, Anmerkungen) | Höchstplatzierung, Gesamtwochen, AuszeichnungChartplatzierungen (Jahr, Titel, , Platzierungen, Wochen, Auszeichnungen, Anmerkungen) | Höchstplatzierung, Gesamtwochen, AuszeichnungChartplatzierungen (Jahr, Titel, , Platzierungen, Wochen, Auszeichnungen, Anmerkungen) | Höchstplatzierung, Gesamtwochen, AuszeichnungChartplatzierungen (Jahr, Titel, , Platzierungen, Wochen, Auszeichnungen, Anmerkungen) | Höchstplatzierung, Gesamtwochen, AuszeichnungChartplatzierungen (Jahr, Titel, , Platzierungen, Wochen, Auszeichnungen, Anmerkungen) | Höchstplatzierung, Gesamtwochen, AuszeichnungChartplatzierungen (Jahr, Titel, , Platzierungen, Wochen, Auszeichnungen, Anmerkungen) | Anmerkungen                                                                         |
| Jahr | Titel                     | DE | AT | CH | UK | US | R&B | Anmerkungen                                                                         |
| --- | ------------------------- | --- | --- | --- | --- | --- | --- | ----------------------------------------------------------------------------------- |
| 2024 | Timeless                  | DE8 (… Wo.)DE | AT5 (27 Wo.)AT | CH2 Gold · (… Wo.)CH | UK7 Gold · (27 Wo.)UK | US3 (… Wo.)US | R&B1 (… Wo.)R&B | Erstveröffentlichung: 27. September 2024 Verkäufe: + 1.015.000; feat. Playboi Carti |
| 2024 | São Paulo                 | DE16 (10 Wo.)DE | AT13 (9 Wo.)AT | CH2 (17 Wo.)CH | UK21 (8 Wo.)UK | US43 (3 Wo.)US | — | Erstveröffentlichung: 31. Oktober 2024 Verkäufe: + 150.000; feat. Anitta            |
| Promo-Singles |                           | | | | | | |                                                                                     |
| |                           | | | | | | |                                                                                     |
| 2025 | Wake Me Up                | — | — | — | — | US45 (1 Wo.)US | — | Erstveröffentlichung: 29. Januar 2025 feat. Justice                                 |
| 2025 | Open Hearts               | — | — | — | — | US48 (2 Wo.)US | — | Erstveröffentlichung: 29. Januar 2025                                               |
| 2025 | Enjoy the Show            | — | — | — | — | US60 (1 Wo.)US | R&B16 (2 Wo.)R&B | Erstveröffentlichung: 29. Januar 2025 feat. Future                                  |
| Folgende Lieder erschienen nicht als Single, wurden aber durch das Album zum Download und Streaming bereitgestellt und konnten somit eine Platzierung erlangen: |                           | | | | | | |                                                                                     |
| |                           | | | | | | |                                                                                     |
| 2025 | Cry for Me                | DE68 (1 Wo.)DE | AT24 (2 Wo.)AT | CH11 (6 Wo.)CH | UK8 (9 Wo.)UK | US12 (… Wo.)US | R&B4 (… Wo.)R&B | Charteinstieg: 9. Februar 2025 Verkäufe: + 110.000                                  |
| 2025 | Baptized in Fear          | — | — | — | — | US46 (2 Wo.)US | R&B12 (2 Wo.)R&B | Charteinstieg: 15. Februar 2025                                                     |
| 2025 | Reflections Laughing      | — | — | — | — | US53 (1 Wo.)US | — | Charteinstieg: 15. Februar 2025 feat. Florence + the Machine & Travis Scott         |
| 2025 | Niagara Falls             | — | — | — | — | US65 (1 Wo.)US | R&B18 (2 Wo.)R&B | Charteinstieg: 15. Februar 2025                                                     |
| 2025 | The Abyss                 | — | — | — | — | US68 (1 Wo.)US | — | Charteinstieg: 15. Februar 2025 Verkäufe: + 10.000; feat. Lana Del Rey              |
| 2025 | Take Me Back to LA        | — | — | — | — | US69 (1 Wo.)US | — | Charteinstieg: 15. Februar 2025                                                     |
| 2025 | Given Up on Me            | — | — | — | — | US71 (1 Wo.)US | R&B19 (1 Wo.)R&B | Charteinstieg: 15. Februar 2025                                                     |
| 2025 | Opening Night             | — | — | — | — | US74 (1 Wo.)US | — | Charteinstieg: 15. Februar 2025                                                     |
| 2025 | I Can’t Wait to Get There | — | — | — | — | US82 (1 Wo.)US | R&B23 (1 Wo.)R&B | Charteinstieg: 15. Februar 2025                                                     |
| 2025 | Drive                     | — | — | — | — | — | R&B33 (1 Wo.)R&B | Charteinstieg: 15. Februar 2025                                                     |
| 2025 | Red Terror                | — | — | — | — | — | R&B34 (1 Wo.)R&B | Charteinstieg: 15. Februar 2025                                                     |
| 2025 | Without a Warning         | — | — | — | — | — | R&B38 (1 Wo.)R&B | Charteinstieg: 15. Februar 2025                                                     |

## Rezensionen
Johannes Jimeno vom deutschsprachigen Online-Magazin laut.de vergab vier von fünf Sternen für das Album und betitelte es in seiner Rezension unter anderem als: „Elegischer Schwanengesang seiner Kunstfigur“.
Felix Heinecker vom deutschsprachigen E-Zine Plattentests.de vergab sieben von möglichen zehn Punkten. Der Rezensent beschrieb das Album unter anderem als Fest für Sampleforscher und Detailfetischisten. Das Album käme zudem nicht ganz ohne Längen aus, bei zwei bis drei Liedern hätte The Weeknd durchaus die Schere ansetzen können, zumal die Up-tempo-Banger etwas ungleich über die Titelliste verteilt seien. Andererseits werde Hurry Up Tomorrow besser, je mehr man sich damit befasse, lasse unterschiedliche Stücke zu unterschiedlichen Zeitpunkten strahlen und werde weniger Mammutaufgabe.

## Kommerzieller Erfolg

### Chartplatzierungen
Hurry Up Tomorrow avancierte zum Nummer-eins-Album in diversen Ländern, darunter Australien, Belgien, Dänemark, Deutschland, Frankreich, Neuseeland, den Niederlanden, Norwegen, den Vereinigten Staaten und dem Vereinigten Königreich. In Deutschland erreichte das Album zudem die Chartspitze der Hip-Hop-Charts sowie Rang zwei der Vinylcharts.
| ChartsChartplatzierungen       | Höchstplatzierung | Wochen |
| ------------------------------ | ----------------- | ------ |
| Deutschland (GfK)              | 1 (… Wo.)         | …      |
| Österreich (Ö3)                | 2 (18 Wo.)        | 18     |
| Schweiz (IFPI)                 | 2 (17 Wo.)        | 17     |
| Vereinigte Staaten (Billboard) | 1 (… Wo.)         | …      |
| Vereinigtes Königreich (OCC)   | 1 (14 Wo.)        | 14     |

### Auszeichnungen für Musikverkäufe
| Land/Region                  | Auszeichnungen für Musikverkäufe (Land/Region, Auszeichnung, Verkäufe) | Verkäufe |
| ---------------------------- | ---------------------------------------------------------------------- | -------- |
| Belgien (BRMA)               | Gold                                                                   | 10.000   |
| Brasilien (PMB)              | Gold                                                                   | 20.000   |
| Dänemark (IFPI)              | Gold                                                                   | 10.000   |
| Frankreich (SNEP)            | Platin                                                                 | 100.000  |
| Italien (FIMI)               | Gold                                                                   | 25.000   |
| Neuseeland (RMNZ)            | Gold                                                                   | 7.500    |
| Polen (ZPAV)                 | Gold                                                                   | 15.000   |
| Vereinigtes Königreich (BPI) | Gold                                                                   | 100.000  |
| Insgesamt                    | 7× Gold · 1× Platin ·                                                  | 287.500  |

Hauptartikel: The Weeknd/Auszeichnungen für Musikverkäufe